# کریسمس در رایش سوم

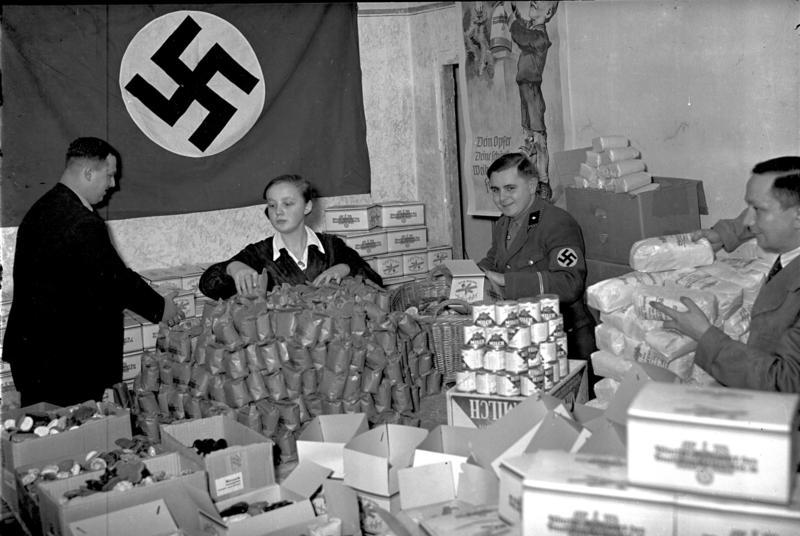
آماده‌کردن هدایای کریسمس برای فقرا در برلین، سال ۱۹۳۵

کریسمس در رایش سوم به صورت غیرمذهبی و با کنارگذاشتن هرگونه ارتباط با مسیحیت جشن گرفته می‌شد. در نگاه حزب ملی سوسیالیست کارگران آلمان، مسیحیت جشن باستانی آلمانی‌ها برای انقلاب زمستانی را تحریف کرده‌است و آریایی ها می‌بایست به‌جای جشن‌گرفتن تولد مسیح، آیین‌های باستانی خود را جشن بگیرند.